# Политика Альберты
Поли́тика Альбе́рты сосредоточена вокруг провинциального управления, сходного с управлением в других канадских провинциях. В провинциальной столице Эдмонтоне размещаются премьер-министр, законодательная власть, лейтенант-губернатор и кабинет министров. Однопалатный законодательный орган Законодательное собрание Альберты состоит из 83 депутатов. Правительство функционирует по вестминстерской модели. Несмотря на трансферты федерального правительства, доходы провинции поступают, главным образом, от управления провинциальными ресурсами. Система муниципального управления в Альберте организована примерно так же, как и в других провинциях. Важнейшее исключение состоит в том, что Альберта является единственной провинцией Канады, где отсутствует провинциальный налог с продаж.
Альбертская политика обычно считается более правой, чем политика других канадских провинций. На протяжении десятилетий провинциальное правительство формировалось рядом т. н. «правых» политических партий, начиная от Партии социального кредита в 1935 и до прогрессистов-консерваторов с 1971. 
На выборах 5 мая 2015 года победила левоцентристская Новая демократическая партия Альберты, получившая 40,57 % голосов и 53 места из 87, её лидер Рэйчел Ноутли сформировала правительство Альберты. Правая Партия шиповника набрала 24,23 % голосов и 21 место и сохранила статус официальной оппозиции, который впервые получила на предыдущих выборах. Прогрессивно-консервативная ассоциация Альберты оказалась на втором месте по числу голосов (27,8 %), но провела только 10 депутатов. Суммарно две правые партии набрали 52 % голосов, но в условиях мажоритарной избирательной системы дробление голосов между двумя правыми партиями привело к власти левоцентристов.
Политическая стабильность Альберты определила наличие ряда политических династий. За всю её историю правительство формировали лишь четыре партии, ни одна из которых не возвращалась к власти после проигрыша на выборах:
- С 1905 по 1921: Либеральная партия Альберты
- С 1921 по 1935: Объединённые фермеры Альберты
- С 1935 по 1971: Партия социального кредита Альберты
- С 1971 по 2015: Прогрессивно-консервативная ассоциация Альберты
- С 2015: Новая демократическая партия Альберты

Альберта — вотчина бывшей Реформистской партии Канады и её преемника Канадского союза. Эти партии с 1997 по 2003 были вторыми по важности в федеральном парламенте и самыми правыми на канадской политической арене того времени. Канадский союз объединился с федеральной Прогрессивно-консервативной партией и создал современную Консервативную партию Канады под руководством Стивена Харпера — уроженца Онтарио, переселившегося в Альберту в 1980-е.
Как провинциальные прогрессисты-консерваторы, так и реформистская и союзная партии отражают более консервативную природу Альберты в социальном плане по сравнению с другими провинциями. Альбертцы обычно возражают против такой социальной политики, как разрешение гомосексуального брака и аборта, контроль за огнестрельным оружием. Альбертцы также более склонны поддерживать смертную казнь, а также политику, направленную на совершенствование общественного порядка.
Альбертцы по-прежнему таят обиду на либеральное федеральное правительство премьер-министра Пьера Эллиота Трюдо за введение Национальной энергетической программы (НЭП) в начале 1980-х. Они считают, что это было вторжением федерального правительства в сферу провинциальной компетенции, подтолкнувшим некоторых даже на заявления об отделении их провинции от Канады. Интерес к идее об отделении Альберты возрастал при каждом удобном случае, но это движение обычно считалось политическим меньшинством. НЭП была отменена Прогрессивно-консервативной партией Канады под руководством Брайана Малруни, когда она пришла к власти на федеральных выборах 1984.
Альбертцы в наименьшей степени облагаются налогами среди жителей Канады, главным образом, благодаря значительным нефтяным доходам провинции. Альберта — одна из всего лишь двух провинций, не получающих никаких трансфертных платежей от федерального правительства (наряду с Онтарио). Наоборот, Альберта является крупнейшим участником программы, переводящим эти платежи более бедным провинциям для обеспечения одинакового качества оказываемых во всех провинциях государственных услуг.